# فريدرش الثالث
فريدريش الثالث (بالألمانية: Friedrich III) (ولد في بوتسدام في 18 أكتوبر 1831 - مات في 15 يونيو 1888) كان قيصرا للرايخ الثاني الألماني لمدة 99 يوما، وقد تربع على العرش بعد وفاة أبيه القيصر فيلهلم الأول في عام 1888, ولكنه مات بعد 99 يوما وخلفه القيصر فيلهلم الثاني. وفريدريش الثالث هو ابن القيصر فيلهلم الأول (1797- 1888) وابن القيصرة أوجوستا (1811- 1890).
تزوج فريدريك من أميرة بريطانيا وإمبراطورة ألمانيا، الابنة الكبرى للملكة فيكتوريا في المملكة المتحدة. كان الزوجان متفقان بشكل كبير. قادتهما أيديولوجيتهما الليبرالية المشتركة إلى السعي لتمثيل أكبر لعامة الناس في الحكومة. لقد طور فريدريك، على الرغم من خلفيته العائلية العسكرية المحافظة، ميولًا ليبرالية نتيجة لعلاقاته مع بريطانيا ودراساته في جامعة بون. بصفته وليًا للعهد، غالبًا ما عارض المستشار الألماني المحافظ أوتو فون بسمارك، لا سيما في التحدث علنًا ضد سياسة بسمارك لتوحيد ألمانيا من خلال استعمال القوة والعنف، وفي حثه على تقييد سلطة المستشارة. أمل الليبراليون في كل من ألمانيا وبريطانيا محاولة فريدريك لتحرير الإمبراطورية الألمانية.

كان فريدريك وفيكتوريا من أشد المعجبين بالأمير ألبرت، زوج الملكة فيكتوريا. لقد خططا لتولي الحكم كثنائي، مثل ألبرت والملكة فيكتوريا، ولإصلاح ما اعتبراه عيوبًا في السلطة التنفيذية التي خلقها بسمارك لنفسه. وذلك باستبدال مكتب المستشار، المسؤول أمام الإمبراطور، بحكومة على الطراز البريطاني، بوجود وزراء مسؤولين أمام الرايخستاغ، بالإضافة إلى توافق سياسة الحكومة مع مجلس الوزراء. وصف فريدريك الدستور الإمبراطوري بأنه فوضى مفتعلة بطريقة غريبة ومبهرة. إذ قال مايكل بلفور:
«شارك ولي العهد والأميرة وجهة نظر الحزب التقدمي، وقيل إن بسمارك مسكونة بالأشباح بعد وفاة الإمبراطور العجوز. وكان في السبعينيات من عمره في تلك الفترة - كانوا يدعون أحد القادة التقدميين ليتنصب مستشارًا. لقد سعى إلى الاحتراز من مثل هذا التحول وذلك من خلال إبعاد ولي العهد عن أي منصب مهم واستخدام وسائل خبيثة لجعله سيئ السمعة وغير محبوب.«
ومع ذلك، منع المرض فريدريك من وضع سياسات وتدابير جيدة لتحقيق ذلك، أما بقية السياسات التي كان قادرًا على سنها، فقد تخلى عنها لاحقًا ابنه وخليفته فيلهلم الثاني. يعتبر توقيت وفاة فريدريك وطول فترة حكمه من المواضيع المهمة للمؤرخين. تعتبر وفاته المبكرة نقطة تحول مهمة في التاريخ الألماني، وتفاقمت الاسئلة حول ما إذا كان سيجعل ذلك الإمبراطورية أكثر ليبرالية أم لا.

## حياته
بعد اعتلاء والده فيلهلم الأول لعرش بروسيا في عام 1861 تم إعلانه وليا للعهد. وبسبب أفكاره السياسية المتحررة التي زرعتها أمه فيه وودعمتها زوجته فيما بعد، كان يعتبر في سنوات ولاية العهد معارضا للسياسة الداخلية لوالده القيصر، وكذلك لسياسة رئيس وزرائه أوتو فون بسمارك، ولكنه كان متقلبا أحيانا في مواقفه بسبب ولائه للملكية، وكذلك بسبب النجاحات العسكرية في السياسة الخارجية التي كان يحققها بسمارك.
وقد تولى فريدريش قيادة الجيش الثاني في الحرب الألمانية، ثم قيادة الجيش الثالث في الحرب الألمانية الفرنسية خاصة في معركة كونيغراتس. ومنذ ذلك الحين وهو يعتبر بطلا حربيا في ألمانيا، وتمت ترقيته إلى رتبة مارشال. وفي عام 1871 قام بمساعدة بسمارك في تنصيب أبيه «قيصرا لألمانيا» في الرايخ الموحد، رغم أنه لم يكن يتفق مع بسمارك كثيرا بسبب سياسته الداخلية.
وقد تم استنزافه سياسيا وإبعاده عن الحكم، بسبب القيصر وبسمارك الذي طالت فترة حكمهما للقيصرية. ولم يمارس أي دور سياسي إلا حين تعرض القيصر للاغتيال في عام 1878, فتولى فريدريش بعض أمور الحكم لفترة قصيرة مؤقتة، ليعود بعدها إلى الظل والانتظار.
وقد أصيب فريدريش بسرطان الحنجرة في عام 1887.

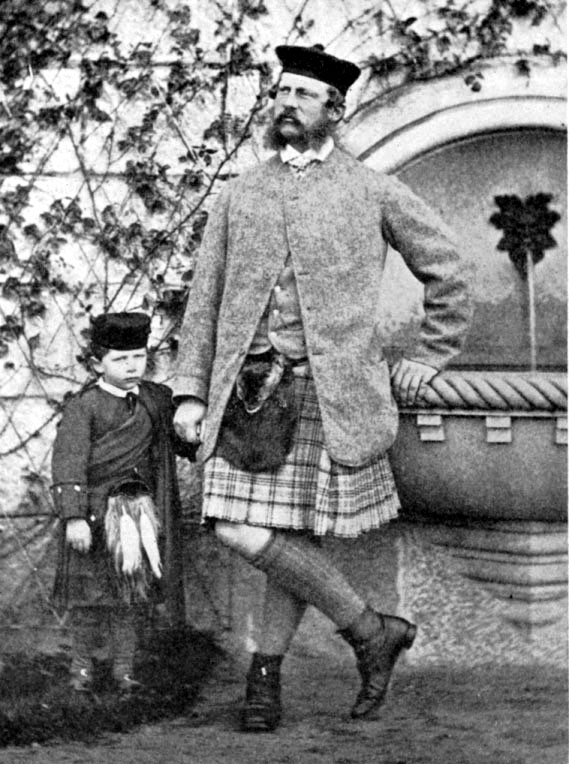
فريدريش الثالث مع ابنه فيلهلم

وحين مات والده القيصر فيلهلم الأول، نصب قيصرا للرايخ الألماني وملكا على بروسيا في 9 مارس 1888, وأطلق عليه «فريدريش الثالث», ولكن فترة حكمه لم تتجاوز ثلاثة أشهر أي 99 يوما، حيث مات بسرطان الحنجرة. وقد سمي لذلك «قيصر التسعة والتسعين يوما». ثم تولى بعده ابنه فيلهلم الثاني.
وقد سمي هذا العام الذي مات فيه القيصر فيلهلم الأول، ثم جاء بعده القيصر فريدريش الثالث، الذي ما لبث أن مات ليأتي بعده القيصر فيلهلم الثاني، سمي «عام القياصرة الثلاثة» Dreikaiserjahr.

## روابط خارجية
- فريدرش الثالث على موقع الموسوعة البريطانية (الإنجليزية)